# Blaringhem
Blaringhem település Franciaországban, Nord megyében. Lakosainak száma 2046 fő (2022. január 1.). Blaringhem Lynde, Wittes, Sercus, Steenbecque, Racquinghem, Roquetoire, Boëseghem, Morbecque és Renescure községekkel határos.

## Népesség
A település népességének változása:
| Lakosok száma | 2057 | 2086 | 2112 | 2069 | 2064 | 2059 | 2055 | 2043 | 2046 |
|               | 2013 | 2015 | 2016 | 2017 | 2018 | 2019 | 2020 | 2021 | 2022 |